# 卡斯特 (南达科他州)
卡斯特（英語：Custer），是美国南达科他州下属的一座城市。根据2010年美国人口普查，该市有人口2,067人。2011年估计该市人口约有2,103人，年增长率为1.74%。